# Thalera suavis
Thalera suavis är en fjärilsart som beskrevs av Swinhoe 1902. Thalera suavis ingår i släktet Thalera och familjen mätare. Inga underarter finns listade i Catalogue of Life.